# Volfert V. Borselenski
Volfert V. Borselenski (ok. 1385 – 16. januar 1409 ) je bil gospod Veereški in Zandenburški.

## Življenjepis
Volfert je bil sin Henrika I. Borselenskega in Marije Vianenske (hčerke Gijsbrehta Vianenskega in Beatrijs Egmontske). Volfert V. je verjetno nasledil svojega očeta leta 1402, vendar ga je šele leta 1406 priznal holandski grof Viljem VI . Grof je upal, da bo Volfert prepoznal pripadnost k Trnkom v vojnah trnka in trske, a Volfert se je spretno izognil tej razpravi, razen ko so na Nizozemskem divjale Arkelske vojne med grofom Viljemom VI. in Janezom V. Arkelskim. Volfert V. je 3. julija 1408  od holandskega grofa Viljema VI. prejel odškodnino 1800 angleških denarjev, ker je bil njegov oče Henrik v zaporu . Ko grofov pohod v deželo Arkel ni šel gladko, je Volfert odšel podpret gospoda Arkelskega s četami iz Zelandije. V enem od spopadov s holandsko vojsko je Volfert V. umrl  pri 24 letih. Pokopan je bil v kapeli gradu Zandenburg.
Volfert V. se je 18. septembra 1403 poročil s svojo nečakinjo Hedviko Borselensko - Brigdamsko, hčerko Klaesa Borselenskega in Marije Arnemuidenske . Imela sta štiri otroke, vključno z:
- Henrik II. Borselenski